# Aphaniotis ornata
Aphaniotis ornata là một loài thằn lằn trong họ Agamidae. Loài này được Lidth De Jeude mô tả khoa học đầu tiên năm 1893.